# Chi Diều mào
Chi Diều mào (tên khoa học Aviceda) là một chi chim trong họ Accipitridae.
Chi này có sự phân bố rộng, từ Úc tới Nam Á và châu Phi. Một mào lông rõ nét là đặc trưng của các loài diều mào. Chúng có 2 hàng khía răng cưa giống như răng trên rìa của mỏ trên.

## Các loài
Gồm 5 loài với kích thước trung bình (khoảng 200 - 400 gram).
- Aviceda cuculoides - Diều mào châu Phi, Cu cu diều hâu châu Phi
- Aviceda jerdon - Diều hoa, diều mào Jerdon
- Aviceda leuphotes - Diều mào, Diều mào đen
- Aviceda madagascariensis - Diều mào Madagascar
- Aviceda subcristata - Diều mào Thái Bình Dương

## Hình ảnh

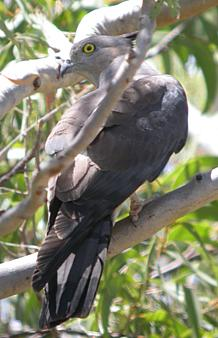
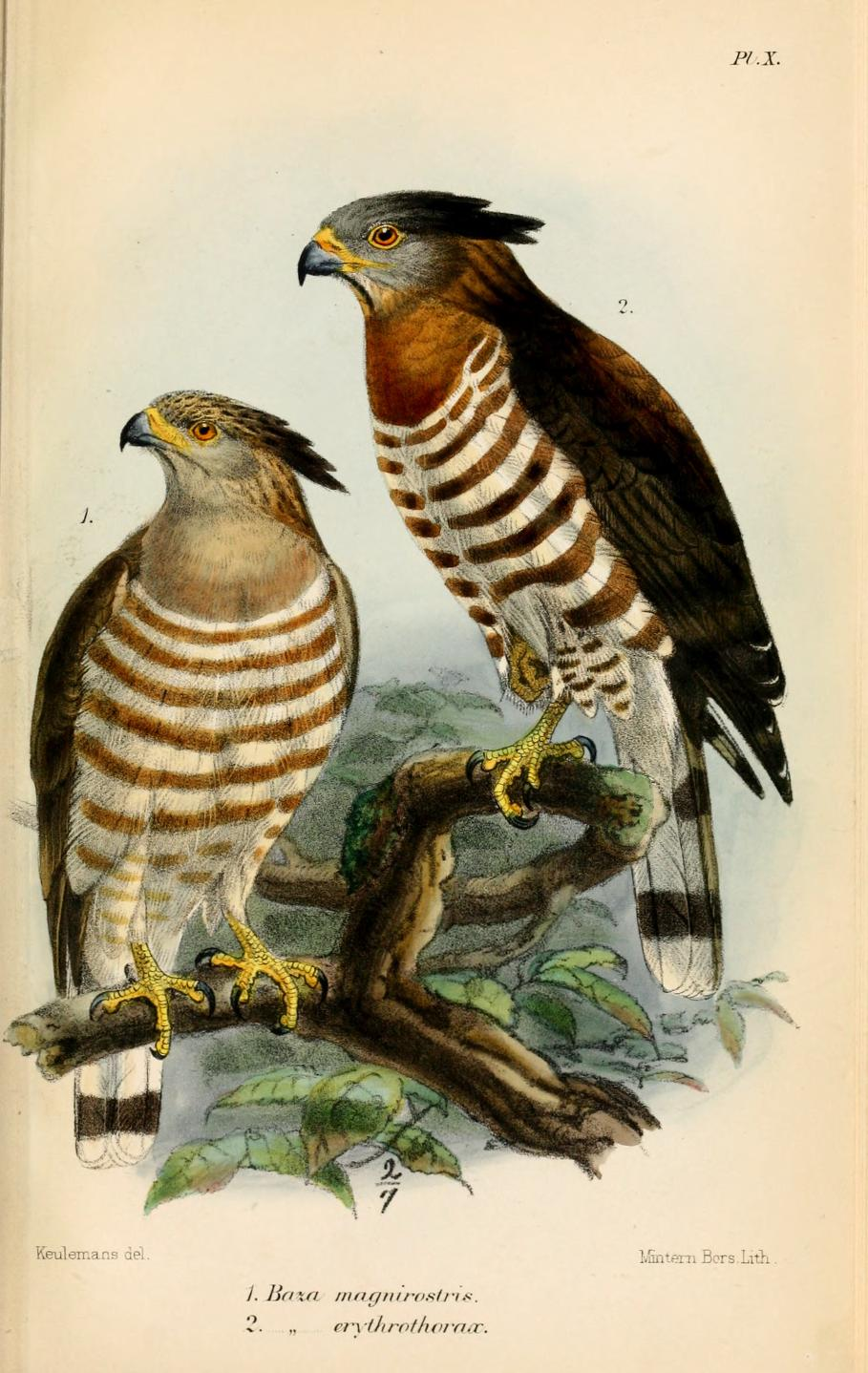
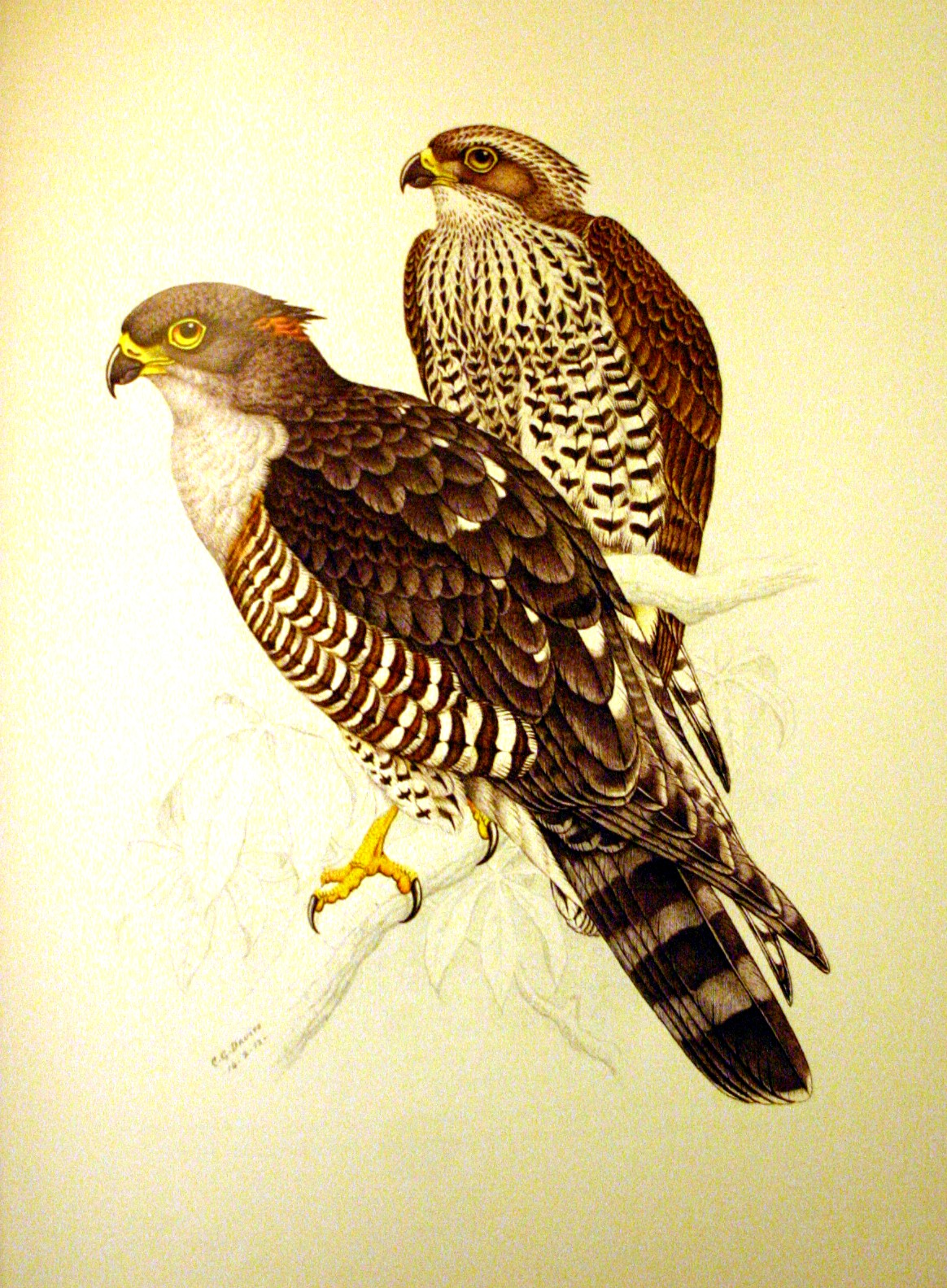